# 광검파
광검파 (Photodetection, optical detection 光檢波)는 빛의 세기, 주파수, 위상 등의 정보를 전기 신호로 변환하는 조작이다. 광검파기로 빛의 세기를 전기 신호로 변환하는 방법을 광 직접 검파, 별도로 설치한 광 국부 발진기 출력과 혼합하여 세기, 주파수, 위상 등의 정보를 얻는 방법을 광 헤테로다인 검파라고 한다. 특히 빛의 반송파 주파수와 광 국부 발진기 주파수가 동일한 경우에는 광 호모다인 검파라고 한다.
로이 J. 글라우버가 그의 논문 "광학 결맞음에 대한 양자론"에서 처음으로 정립시켰다.